# جو هورسلي
جو هورسلي (بالإنجليزية: Joe Hursley)‏ مواليد 19 مارس 1979 في أوستن، هو ممثل أمريكي.

## الأعمال
- بانكد (2006)
- المكسور (2006) (بدور: روب)
- ريزدنت إيفل: الانقراض (2007) (بدور: أوتو)
- سجلات ساره كونر (2008)
- مونك (2009)
- غلي (2009) (بدور: جو)
- سي اس آي: التحقيق في موقع الجريمة (2010)

## وصلات خارجية
- جو هورسلي على موقع IMDb (الإنجليزية)
- جو هورسلي على موقع قاعدة بيانات الفيلم (الإنجليزية)
- الموقع الرسمي